# Kassab
Kassab (arab. كسب) – miasto w Syrii, w muhafazie Latakii. W spisie z 2004 roku liczyło 1754 mieszkańców. Jest to tradycyjnie chrześcijańskie miasto zamieszkane przez Ormian z niewielką mniejszością muzułmanów.
W Kassabie urodził się Karekin I, Katolikos Wszystkich Ormian w latach 1995–1999.